# Tomaszowice (województwo małopolskie)

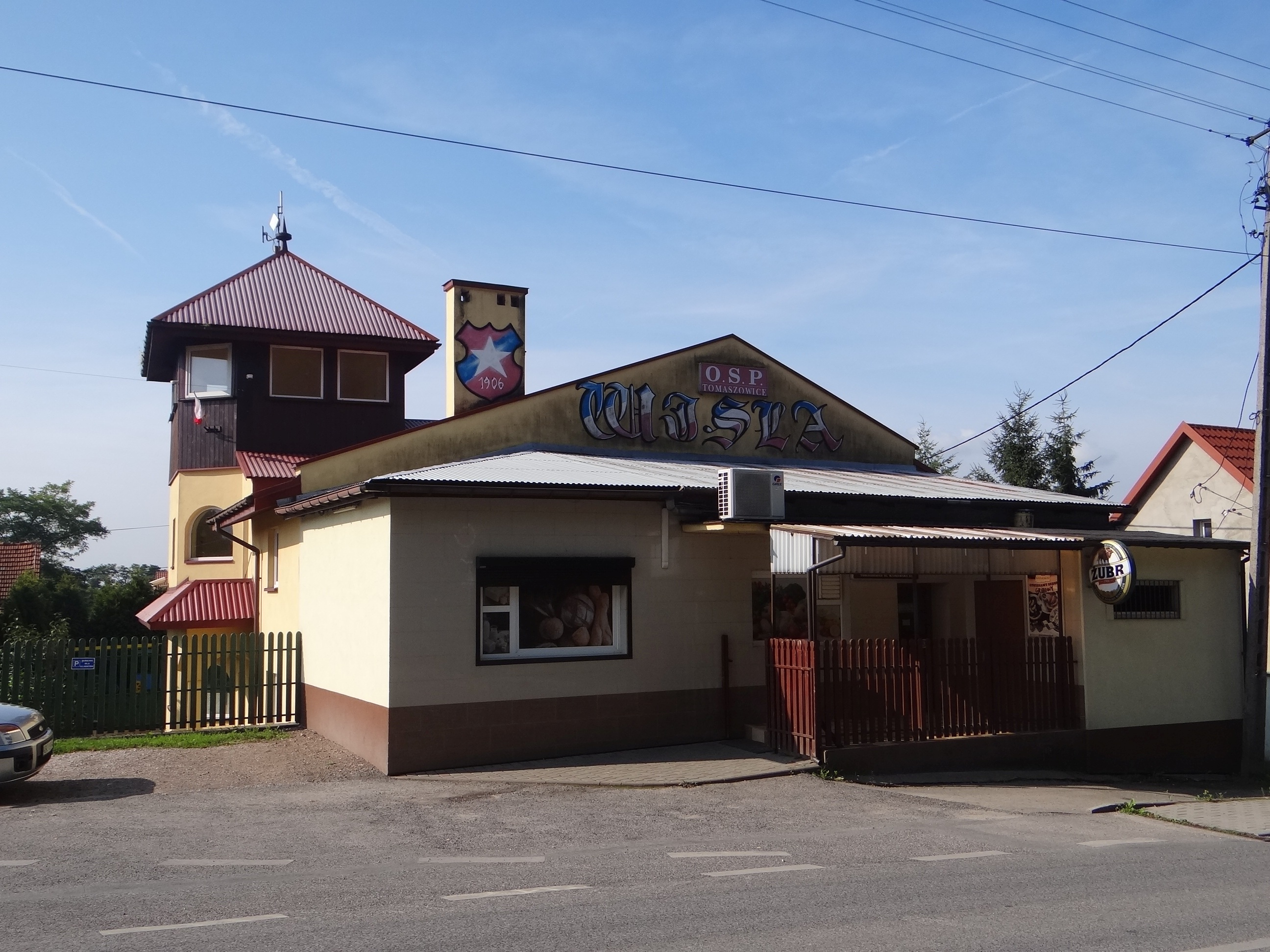
Remiza OSP

Tomaszowice – wieś w Polsce położona w województwie małopolskim, w powiecie krakowskim, w gminie Wielka Wieś.
W roku 2021 we wsi mieszkało 1306 mieszkańców, z czego 50,1% stanowiły kobiety, a 49,9% mężczyźni.
W latach 1975–1998 miejscowość położona była w województwie krakowskim.

## Części wsi
| SIMC    | Nazwa      | Rodzaj    |
| ------- | ---------- | --------- |
| 0342137 | Podbrzezie | część wsi |
| 0342143 | Podskalany | część wsi |

## Historia
Wieś powstała prawdopodobnie w I poł. XIII w. Właścicielami byli m.in.: od roku 1444 Minoccy (przez pięć pokoleń), Kucharscy (przez pięć pokoleń), rajca krakowski Franciszek Toryani. W II poł. XVIII wieku Tomaszowicami władali starostowie wolbromscy Dębińscy. Ponoć starościna wolbromska wystawiła wielopokojowy, bogato urządzony dwór drewniany, w nim „odrzwia orzechowe, piece z kafli turkusowych”, i gościła w nim szlachtę i magnaterię krakowską, urządzała bale i przyjęcia. Następnie wieś nabył Franciszek Piekarski autor książek ekonomicznych. W roku 1830 Tadeusz Konopka kupił Tomaszowice dla swego syna Romana, wznosząc nowy dwór i zabudowania istniejące do dziś. Ostatnim właścicielem był Bogusz. Po wojnie zespół dworski został przejęty przez skarb państwa, który urządził w zabytkowym miejscu chlewnię dewastując znacznie budynki i ogród. Zlokalizowaną w dworze tuczarnią kierował m.in. Bogdan Pęk. Obecnie dwór znajduje się w rękach prywatnych.
Wieś posiada bogatą tradycję, kultywowaną przez mieszkańców. Zachowały się piękne podania wyjaśniające m.in. nazwy dzielnic: Fijakrówka, Pod Dziewką oraz Skotnica. Legendy mówią też o karczmie, co się zapadła pod ziemię, czy o mnichu pokutującym pod skałą za sprzedaż dzwonów modlnickiego kościoła. Tomaszowice słyną z umiłowania tradycji, pracy społecznej i zaangażowania. Od 1892 roku działa tu drużyna OSP, od 1980 zespół regionalny „Wesołe Kumoszki” noszący obecnie nazwę „Tomaszowianie”. W ramach zespołu regionalnego utrzymuje i odtwarza się tradycje lokalne, np. „Pucheroki z Tomaszowic”, „Herody z Tomaszowic, „Wesele z Tomaszowic”, dożynki, święcenie wiana dożynkowego.

## Zabytki
Obiekt wpisany do rejestru zabytków nieruchomych województwa małopolskiego.
- Zespół dworski: dwór, park, dawny sad.

XIX-wieczny zespół dworsko-parkowy obejmuje klasycystyczny dwór i zabudowania folwarczne. W latach 1997–2000 obiekt został przekształcony na hotel o trzygwiazdkowym standardzie. W ośrodku znajdują się również sale konferencyjne i seminaryjne, restauracja oraz pomieszczenia wystawowe. Zespół obiektów jest miejscem licznych szkoleń, imprez okolicznościowych, konferencji, bankietów i wystaw.